# Worthington, Kentucky
Worthington är en ort i Greenup County i Kentucky, vid Ohiofloden. Vid 2010 års folkräkning hade Worthington 1 609 invånare.